# Municipio de Villa González Ortega
El municipio de Villa González Ortega es uno de los 58 municipios del estado mexicano de Zacatecas. Su cabecera es la localidad de Villa González Ortega.

## Toponimia
Inicialmente era conocido como municipio de El Carro, recibió su nombre actual en 1922, en homenaje a Jesús González Ortega, militar, político y gobernador de Zacatecas.

## Geografía
El municipio de Villa González Ortega está ubicado en el sureste del estado. Ocupa una extensión de 433 km² y limita al norte con el municipio de General Pánfilo Natera y el Estado de San Luis Potosí; al este con el Estado de San Luis Potosí y el municipio de Noria de Ángeles; al sur con los municipios de Noria de Ángeles y Ojocaliente; al oeste con los municipios de Ojocaliente y General Pánfilo Natera.
La cabecera municipal es la localidad de mismo nombre, Villa González Ortega, que se encuentra en la ubicación 23°10′46″N 102°28′41″O / 23.17944, -102.47806, a una altura aproximada de 2160 m s. n. m.
Según la clasificación climática de Köppen el clima de Villa González Ortega corresponde a la categoría BSk, (semiárido frío o estepario).

## Demografía
La población total del municipio de Villa González Ortega es de 13 208 habitantes, lo que representa un crecimiento promedio de 0.25% anual en el período 2010-2020 sobre la base de los 12 893 habitantes registrados en el censo anterior. Al año 2020 la densidad del municipio era de 30,58 hab/km².
| Gráfica de evolución demográfica de Municipio de Villa González Ortega entre 2000 y 2020 |
|                                                                                          |
| Fuente: Instituto Nacional de Estadística Geografía e Informática                        |

En el año 2010 estaba clasificado como un municipio de grado muy bajo de vulnerabilidad social, con el 16.39% de su población en estado de pobreza extrema.
La población del municipio está mayoritariamente alfabetizada (7.58% de personas analfabetas al año 2010), con un grado de escolarización en torno a los 7 años. Sólo el 0.30% de la población se reconoce como indígena.
El 96.19% de la población profesa la religión católica. El 3.02% adhiere a las iglesias protestantes, evangélicas y bíblicas.

## Localidades
Según el censo de 2010, la población del municipio se distribuía entre 33 localidades, de las cuales 26 eran pequeños núcleos de menos de 100 habitantes.
La evolución entre los censos de 2010 y 2020 de las localidades más pobladas fue:
| Localidad                                  | Población 2010 | Población 2020 |
| Total Municipio                            | 12 893         | 13 208         |
| Bajío de San Nicolás (San Nicolás)         | 1498           | 1640           |
| Cerrito del Agua                           | 580            | 561            |
| Colonia Diez de Noviembre (El Campamento)  | 809            | 680            |
| El Refugio del Zacate                      | 344            | 306            |
| Estancia de Ánimas                         | 2605           | 2598           |
| San Dionisio                               | 298            | 309            |
| Villa González Ortega (Cabecera municipal) | 6181           | 6611           |